# Muhàmmad II ibn Salghur
Muhàmmad II ibn Salghur fou atabeg salghúrida del Fars. Era net de Sad I ibn Zangi, d'un segon fill d'aquest de nom Salghur. Va succeir el jove Muhàmmad I Adud al-Din, mort el 1262 després de 2 anys i mig de regnat sota regència de Terken Khatun, princesa dels atabegs de Yadz que fou la que el va portar al tron.
Va combatre al costat dels mongols en algunes campanyes on va donar mostres de valor però la major part del seu temps el va passar en plaers i disbauxa, i Terken Khatun, tot i que l'atabeg s'havia casat amb la seva filla, va decidir eliminar-lo. En aquest temps Terken Khatun va contactar amb els mamelucs (Bàybars I) cosa que no va portar a res concret.
El juliol 1263 Terken Khatun va arreglar la sortida de Muhammad II cap a la cort mongola per romandre allí. Llavors va fer proclamar a un germà de nom Saldjuk o Seldjuq ibn Salghur.